# Acogi Groove
Acogi Groove(아코기 그루브)는 실력파 베테랑 기타리스트 'Isie Kanji (이시이 칸지)' 와 인기 여성 블루스 기타리스트 'Shizusawa Maki (시즈사와 마키)' 로 이루어진 어쿠스틱 기타 듀오이다. 블랙뮤직을 중점으로 두고 감칠맛나는 펑키한 기타 플레이를 자랑하는 'Isie Kanji (이시이 칸지)'는 솔로 활동 뿐만 아니라, 다양한 아티스트 투어와 녹음에도 참가하며, TV-CM, 다양한 기타 듀오 활동 등으로 다양한 형태로 폭넓은 음악 활동을 계속해서 하고 있다.
멤버 'Shizusawa Maki (시즈사와 마키)'는 11살 때부터 독학으로 기타를 시작, 교토를 거점으로 밴드 활동을 전개하다가 블루스에 심취하여 유명한 블루스 기타리스트 'Shinji Shiotsugu (신지 시오츠구)' 에게 가르침을 받았다. 그 후로 여성 블루스 유닛 'STORMY' 의 기타리스트로 앨범을 발매하고, TV 출연등 활발한 활동이 두드러졌다. 현재는 'Isie Kanji (이시이 칸지)'처럼 다양한 유닛으로 음악 활동을 전개해 나가는 중이다.

## 앨범 목록
이 목록에서는 대한민국 정식 발매 음반을 기준으로 서술합니다.
| 타이틀 | 발매일     |
| ------ | ---------- |
| Amigo  | 2016.01.05 |